# Robbio
Robbio (lombardul: Ròbi) település Olaszországban, Lombardia régióban, Pavia megyében. Lakosainak száma 5763 fő (2023. január 1.). Robbio Confienza, Nicorvo, Palestro, Rosasco, Vespolate, Castelnovetto és Borgolavezzaro községekkel határos.

## Népesség
A település lakossága az elmúlt években az alábbi módon változott:
| Lakosok száma | 5861 | 5828 | 5763 |
|               | 2017 | 2018 | 2023 |